# Stazione di Teglio Veneto
Stazione di Teglio Veneto vasútállomás Olaszországban, Veneto régióban, Teglio Veneto településen.

## Vasútvonalak
Az állomást az alábbi vasútvonalak érintik:
- Casarsa–Portogruaro-vasútvonal

## Kapcsolódó állomások
A vasútállomáshoz az alábbi állomások vannak a legközelebb: 
- Stazione di Portogruaro-Caorle
- Stazione di Cordovado-Sesto